# Chołmiczy
Chołmiczy (biał. Холмічы; ros. Холмичи; hist. Korostycze, biał. Каростычы, ros. Коростычи) – wieś na Białorusi, w obwodzie brzeskim, w rejonie brzeskim, w sielsowiecie Czernawczyce, nad Leśną.
W dwudziestoleciu międzywojennym Korostycze leżały w Polsce, w województwie poleskim, w powiecie brzeskim, w gminie Turna. Po II wojnie światowej w granicach Związku Sowieckiego. Od 1991 w niepodległej Białorusi.